# Andreas Beck (tennista)
Andreas Beck (Weingarten, 5 febbraio 1986) è un ex tennista tedesco.

## Carriera
Ottiene l'accesso al tabellone principale in un torneo del Grande Slam al Torneo di Wimbledon 2008. Nelle qualificazioni sorpassa infatti Paolo Lorenzi, Brendan Evans e Jaroslav Pospíšil. L'esordio non è dei migliori, incontra la seconda testa di serie e futuro vincitore del torneo Rafael Nadal che lo elimina in tre set.

Sempre nel 2008, ma questa volta agli US Open, supera le qualificazioni eliminando Benedikt Dorsch, Harel Levy e Thierry Ascione. Nel tabellone elimina a sorpresa al primo turno John Isner ma nel round successivo viene sconfitto dal numero quattro al mondo David Ferrer, contro cui riesce a vincere un set.

Nei tornei dello Slam raggiunge per otto volte il secondo turno senza mai riuscire a superarlo, nel 2009 raggiunge la sua migliore posizione in classifica con il trentatreesimo posto.

In Coppa Davis gioca quattro match con la squadra tedesca ottenendo due vittorie e due sconfitte.
Nel 2013 accede al main draw del Roland Garros dopo aver superato le qualificazioni. Viene però sconfitto al primo turno da Fabio Fognini.

## Statistiche

### Singolare

#### Finali perse (1)
| Legenda                        |
| Grande Slam (0)                |
| ATP World Tour Finals (0)      |
| ATP World Tour Master 1000 (0) |
| ATP World Tour 500 Series (0)  |
| ATP World Tour 250 Series (1)  |

| N. | Data          | Torneo                    | Superficie  | Avversario in finale | Punteggio   |
| 1. | 3 agosto 2009 | Swiss Open Gstaad, Gstaad | Terra rossa | Thomaz Bellucci      | 4–6, 6(2)–7 |

### Doppio

#### Finali perse (2)
| Legenda                        |
| Grande Slam (0)                |
| ATP World Tour Finals (0)      |
| ATP World Tour Master 1000 (0) |
| ATP World Tour 500 Series (0)  |
| ATP World Tour 250 Series (2)  |

| N. | Data           | Torneo                                       | Superficie  | Compagno        | Avversari in finale                   | Punteggio   |
| 1. | 13 luglio 2009 | Halle Open, Halle (Westf.)                   | Erba        | Michael Lammer  | Christopher Kas Philipp Kohlschreiber | 3–6, 4–6    |
| 2. | 1º maggio 2011 | Internazionali di Baviera, Monaco di Baviera | Terra rossa | Christopher Kas | Horacio Zeballos Simone Bolelli       | 6(3)–7, 4–6 |

### Tornei minori

#### Singolare

##### Vittorie (13)
| Legenda        |
| Challenger (5) |
| Futures (8)    |

| N. | Data            | Torneo                                | Superficie  | Avversario in finale | Punteggio           |
| 1. | 19 marzo, 2006  | Sarajevo Indoors, Sarajevo            | Cemento (i) | Andreas Vinciguerra  | 2-6, 7–6(1), 7–6(6) |
| 2. | 23 marzo, 2008  | Sarajevo Indoors, Sarajevo            | Cemento (i) | Alexander Peya       | 6-3, 7–6(8)         |
| 3. | 11 maggio, 2008 | Ostdeutscher Cup, Dresda              | Terra rossa | Woong-Sun Jun        | 2-6, 6-3, 7-5       |
| 4. | 28 marzo, 2009  | SAT Khorat Open, Khorat               | Cemento     | Filip Prpic          | 7-5, 6-3            |
| 5. | 6 aprile, 2014  | Saint-Brieuc Challenger, Saint-Brieuc | Cemento (i) | Gregoire Burquier    | 7-5, 6-3            |